# Space Quest II
Space Quest II, plným názvem Space Quest II: Chapter II – Vohaul's Revenge je počítačová hra z roku 1987 vyvinutá a vydaná americkou společností Sierra On-Line. Stejně jako v případě prvního dílu jde o sci-fi adventuru s prvky humoru a parodie autorské dvojice Scott Murphy a Mark Crowe (neboli „dva chlápci z Andromedy“) a zároveň o druhý díl série Space Quest.
Hra vyvořená na herním enginu Sierry Adventure Game Interpreter (AGI) využívala při interakci s hráčem textové rozhraní a disponovala EGA grafikou. V roce 2011 vydala programátorská skupina Infamous Adventures remake pro Microsoft Windows v modernější VGA grafice s point-and-click ovládáním charakteristickým v žánru adventur a s namluvenými dialogy.

## Příběh
V SQ2 pokračuje dobrodružství vesmírného uklízeče jménem Roger Wilco z planety Xenon. 
Roger tentokrát musí čelit pomstě šíleného vědce Vohaula, který hodlá zamořit Xenon tisíci naklonovanými podomními prodejci životního pojištění. Je zajat a dopraven na planetu Labion, aby zde strávil zbytek života prací ve Vohaulových dolech a neodvážil se mu znovu nabourat plány. Wilco se však jen tak lehce nevzdává...